# おりく
おりくは、必殺シリーズに登場した仕事人の元締。必殺シリーズの映画版では『三味線屋おりく』ともなっている。初登場作品は『新・必殺仕事人』。山田五十鈴が演じた。この項目ではおりくの前進であるおとわも記述する。

## キャラクター
『新・必殺仕事人』から『必殺仕事人V』までの仕事人シリーズに登場する人物。
山田五十鈴は『必殺仕事人』に、仕事人グループの元締 おとわ役で出演しており、それ以前の『必殺からくり人』に始まる、からくり人シリーズでは花乃屋仇吉、泣き節（出雲の）お艶役で出演していた。どのキャラクターも三味線弾きであり、殺しの得物も同様に三味線の撥であるなど、おりくの前身とも呼べる役柄である。

### 表稼業
おとわのころは腕の立つ三味線弾きとして、宴会の席で演奏することを生業としているが、おりくになってからは三味線屋を経営しており、息子で同じく仕事人の勇次と共に販売と張り替えを生業としている。元は上方（大坂）の生まれで、酔った際や旧知の人物と会うときには、上方訛りが出ることもある。『必殺シリーズ10周年記念スペシャル 仕事人大集合』の鹿蔵とは夫婦だった。
『必殺仕事人』のおとわのころは比較的やんわりとした性格で、主水や他の仕事人にも温和な態度で接するが、おりくになってからは凄味の効く口数の少ない性格へとなり、孤高な人物へと変化している。人物設定上、三味線を弾く場面が多いが、これは全て山田が実際に弾いている。三味線を弾きながら唄う浪曲の歌詞に仕事人にしかわからないように集合場所や時刻、情報をさりげなく織り交ぜて工作活動をする。シリーズを通して登場しない話数が多く、作中では頻繁に旅に出ている（または家にいるが風邪で寝込んでる、表稼業が繁忙である）という設定であるが、これはおりく役の山田五十鈴が多忙であったために取られた措置である。登場しないエピソードであっても、おりくのことが言及されたり、旅先のおりくからの依頼の手紙が届くなど、物語におりくが絡むことがある。

### 裏稼業
裏では老練な仕事人として生きてきた女性で、三味線を用いた殺しを行う、主に撥を使って相手の喉を切り裂く事が多い。普段の表稼業の時は銀杏返しの髪型をしてるが、裏稼業で仕事の際は立兵庫に髪型を変えている。
息子の勇次は、かつて自身が処断した仕事人の子供で、血は繋がっていない。愛情を注ぎ育ててきた反面、息子が父親を殺した自分のことをどう思っているか悩んでいる面もあり、『新仕事人』『必殺仕事人III』では重要なテーマとなった。親子関係を巡る恨み、事件には自分の思いを投影することも多い。
かつて名人と呼ばれた伝説の仕事人浦島亀吉の一番弟子で、際だって腕の立つ仕事人。三味線を駆使して刀で斬りかかる浪人相手にも足場を崩さずに始末してしまう。おとわのころは鹿蔵に変わって主水たちの元締めとして当初から登場したが、おりくのころは仕事人グループの中では当初、中村主水と対等の立場であったが、次第に、主水から元締と呼ばれるようになる。殺陣の場面でも、主水と同列に扱われることが多い。また、クライマックスでは勇次や主水と連携して敵を仕留める事も多い。
『仕事人V』では勇次と別れ、三味線屋を廃業し、流しの三味線弾きとなる。家も勇次と一緒に住んでいた店では無く、荒れ寺に住むようになる。第11話を最後に姿を消すが、その後の消息は不明。
映画『必殺! ブラウン館の怪物たち』は裏の仕事のために京都へ旅立つが江戸の元締に先手を打つ為に、江戸へ一足先に戻っており、異人屋敷での死闘には参戦していない。
裏稼業の中では主水には絶大な信頼を置いているらしく、普段から仲たがいしがちな勇次に対して「主水さんは慎重でしぶといから生き残れるんだ」と叱る所もみられる。また秀の正義心の強さと実直さも買っており、心情を察して仲間をなだめる事もある。

## 殺し技
三味線全体に武器を仕込んでいるが、主に撥で悪人を斬る。まず、相手の四肢を素早く斬って機能を奪った後、動けなくなった所で首筋を斬る事が多い。騙し打ちの際は、三味線本体で相手の攻撃をいなしたり、相手の動きを捕らえたりすることも多い。特に糸巻の部分を悪人の首筋に引っ掛けて、自分に引き寄せ、首を斬るというパターンが多い。
身体能力も高く、斬りかかる相手にも素早く飛び上がり瞬時に仕留めることもあるが、基本はあまり大きな動きをしない。また、人通りの多いすれ違いざまに悪人を仕留める事もあり、おりくに仕留められた相手は「鎌鼬に襲われた」と噂をされることもあった。
しばしば撥以外の得物を用いることもある。『必殺仕事人』のおとわのころは三味線の棹に仕込み刀を用い、刺し殺す事もある。糸巻きの底に鑿（のみ）を仕込み急所を刺す事もある。新仕事人 第2話では指にはめた指貫のような武器を使い、スペシャル版では（野暮な殺し方と断った上で）ピストルを用いている。脅しの道具として、匕首を用いたこともある。
必殺仕事人IIIの第6話では糸巻きに仕込んだ太い針で刺殺する技を用いた。これは武器が持てない女牢に潜り込んでの仕事の為であるが、この武器も順之助が知り合いの医師の代理として、女牢に潜り込んだ時に渡された武器である。

## エピソード
- 元々女優としてのキャリアも大御所であった山田五十鈴は、娘の瑳峨三智子が『必殺必中仕事屋稼業』にゲスト出演した回を視聴し、その映像美に感銘して朝日放送の仲川利久プロデューサーに電話で出演を希望した事で一度ゲストとして出演した事で、以後も山田が必殺シリーズの出演を大変気に入った事でおりくを含む仕事人を10年以上演じる事となった。
- 中村主水役を演じる藤田まことは山田の過密スケジュールの為、極力ミステイクを出さないように現場で共演者に手厳しい演技指導と注意を行い、共演した中条きよし、京本政樹、村上弘明も『山田先生に失礼だろ!!』と叱咤激励されながら、撮影が終わった裏では「山田さんの手前ああいうしかなかった、すまない」と立場的に困窮していた事を語っている。
- 演じる山田五十鈴は舞台出演とのスケジュール調整が毎回困難で、『必殺仕事人』のおとわを演じた時は第21話で降板せざるを得なくなり、『新・必殺仕事人』でおりくを演じる際も第3話で事実上の降板という形であったが、おりくを演じた事でテレビでも知名度を得た事で人気を集め、第14話で復帰となり、以後もスケジュールの調整により可能な限り不定期で出演すると言う措置が取られる事となった、このようにレギュラーキャストがスケジュール調整で不定期出演するという処置は『必殺仕事人V・激闘編』の壱、弐、参のキャストにも取られるように引き継がれて行くこととなる。

## 登場作品

### テレビシリーズ
- 新・必殺仕事人（1981年）
- 必殺仕事人III（1982年）
- 必殺仕事人IV（1983年）
- 必殺仕事人V（1985年）

### テレビスペシャル
- 必殺シリーズ10周年記念スペシャル 仕事人大集合（1982年秋）
- 年忘れ必殺スペシャル 仕事人アヘン戦争へ行く 翔べ!熱気球よ香港へ（1983年末）
- 必殺仕事人意外伝 主水、第七騎兵隊と闘う 大利根ウエスタン月夜（1985年正月）

### 映画
- 必殺! THE HISSATSU（1984年）
- 必殺! ブラウン館の怪物たち（1985年）

### パチンコ機
- CRぱちんこ必殺仕事人IV（2011年、京楽産業.）